# Hannes Kolehmainen
Juho Pietari „Hannes” Kolehmainen (n. 9 decembrie 1889, Kuopio, Finlanda – d. 11 ianuarie 1966, Helsingfors, Finlanda) a fost un atlet finlandez specializat pe alergare pe distanțe medii și mari. A fost primul dintre „Finlandezii zburători”, considerați între anii 1920 și 1930 unii dintre cei mai buni atleți din lume. Din trei participări la Jocurile Olimpice a câștigat 4 medalii de aur și o medalie de argint.

## Palmares
| An   | Competiție        | Locație           | Loc | Eveniment        | Note    |
| ---- | ----------------- | ----------------- | --- | ---------------- | ------- |
| 1912 | Jocurile Olimpice | Stockholm, Suedia | 1   | 5000 m           | 14:36,6 |
| 1912 | Jocurile Olimpice | Stockholm, Suedia | 1   | 10 000 m         | 31:20,8 |
| 1912 | Jocurile Olimpice | Stockholm, Suedia | 4   | 3000 m pe echipe | 12 pct. |
| 1912 | Jocurile Olimpice | Stockholm, Suedia | 1   | cros             | 45:11,6 |
| 1912 | Jocurile Olimpice | Stockholm, Suedia | 2   | cros pe echipe   | 11 pct. |
| 1920 | Jocurile Olimpice | Anvers, Belgia    | 1   | maraton          | 2:32:36 |
| 1924 | Jocurile Olimpice | Paris, Franța     | 1   | maraton          | NT      |